# فراسيون أشرسون
فراسيون أشرسون (باللاتينية: Marrubium aschersonii) نوع نباتي من جنس الفراسيون يتبع الفصيلة الشفوية.

## الموئل والانتشار
موطنه المغرب العربي.